# Serenity (musikgrupp)
Serenity är en musikgrupp från Tyrolen (Österrike) startad 2001 som blandar symphonic metal med progressiv metal och power metal.

## Medlemmar

### Nuvarande medlemmar
- Andreas Schipflinger – trummor, bakgrundssång (2001–)
- Georg Neuhauser – sång (2004–)
- Fabio D'Amore – basgitarr (2010–)
- Christian Hermsdörfer – gitarr (2015–)

### Tidigare medlemmar
- Matthias Anker – gitarr, sång (2001–2003)
- Stefan Schipflinger – sologitarr (2001–2004)
- Stefan Wanker – basgitarr (2001–2004)
- Mario Hirzinger – keyboard, bakgrundssång (2001–2012)
- Simon Holzknecht – basgitarr (2004–2010)
- Thomas Buchberger – gitarr (2004–2014)
- Clémentine Delauney – sång, bakgrundssång (2013–2015)

### Turnerande medlemmar
- Franz-Josef Hauser – keyboard (2015– )
- Melissa Bonny  – sång (2018– )
- Tasha (Natascha Koch) – sång (2010, 2015–2017)
- Lisa Schaphaus-Middelhauve – sång (2011)
- Clémentine Delauney – sång (2011–2013)
- Mario Hirzinger – keyboard (2015)
- Katryna Malkova – sång (2015)
- Nik Müller – gitarr (2016)

## Diskografi

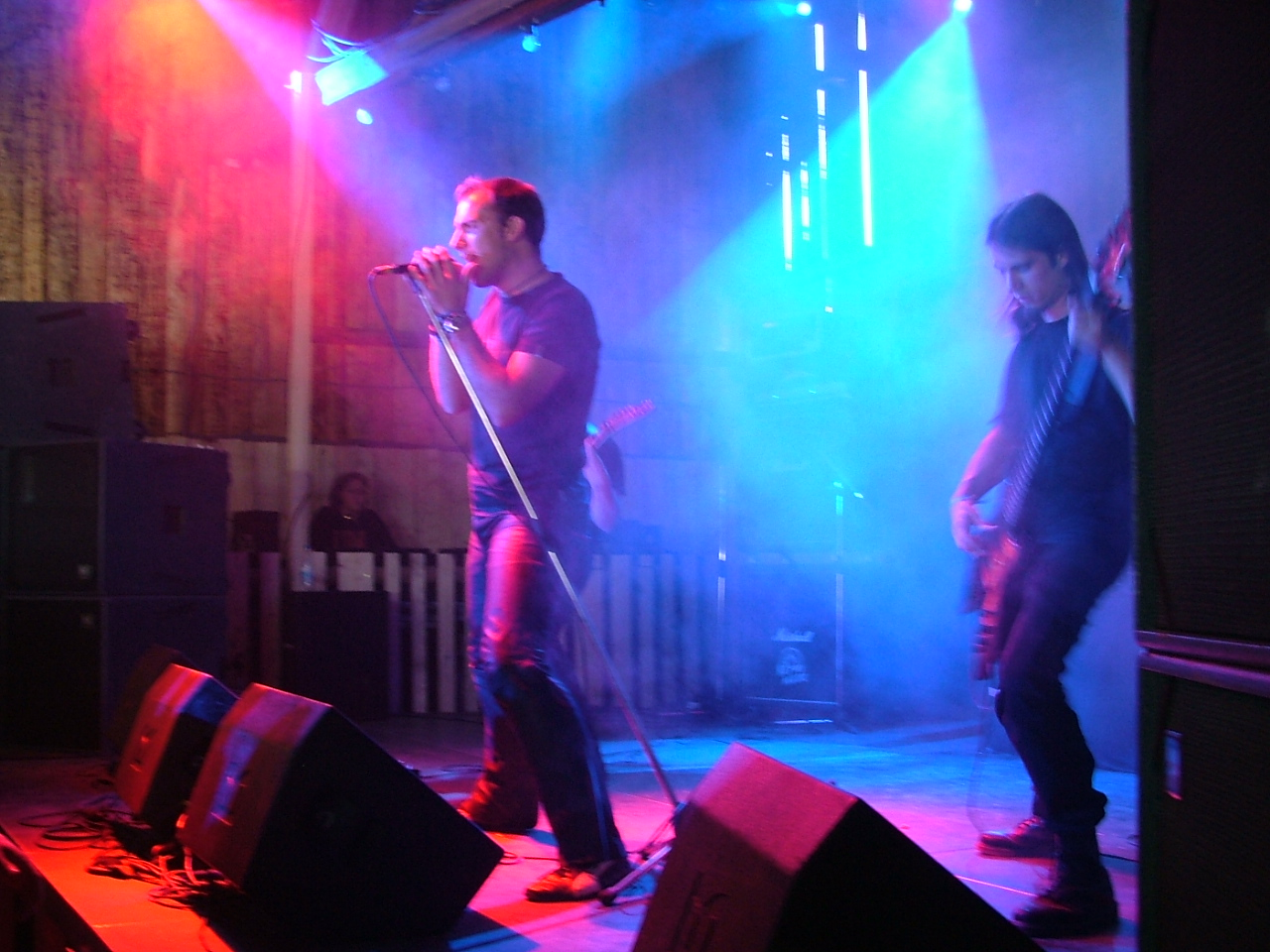
Serenity live 2007.

### Demo
- Starseed V.R. (2002)
- Demo Tom and Georg (2003)
- Engraved Within (2005)

### Studioalbum
- Words Untold & Dreams Unlived (2007)
- Fallen Sanctuary (2008)
- Death & Legacy (2011)
- War of Ages (2013)
- Codex Atlanticus (2016)
- Lionheart (2017)
- The Last Knight (2020)

### Singlar
- "Serenade of Flames" (2011)
- "Wings of Madness" (2013)
- "Lionheart" (2017)
- "United" (2017)

## Videografi
- "Velatum" (2008)
- "The Chevalier (feat. Ailyn)" (2011)
- "When Canvas Starts to Burn" (2011)
- "Wings of Madness" (2013)
- "Follow Me" (2016)
- "Spirit In The Flesh" (2016)
- "My Final Chapter" (2016)
- "Lionheart" (2017)
- "United" (2017)
- "Set the World on Fire" (2019)
- "Souls and Sins" (2019)
- "My Kingdom Comes" (2020)